# Lancetes mixtus
Lancetes mixtus is een keversoort uit de familie waterroofkevers (Dytiscidae). De wetenschappelijke naam van de soort werd in 1881 als Rhantus mixtus gepubliceerd door Charles Owen Waterhouse.